# Spolknutí předmětu
Spolknutí předmětu nebo spolknutí cizího tělesa (indigestio a corporibus alienis) či obecněji cizí těleso v zažívacím traktu (přičemž se cizí těleso může do zažívacího traktu dostat i jinak než spolknutím, např. konečníkem) je běžný typ úrazu, vznikající nejčastější u dětí, ale vyskytující se i u dospělých. Závažnost závisí hlavně na velikosti předmětu; cizí tělesa do rozměru asi 23 mm mohou bez problému projít celou trávicí soustavu, ty větší mohou uvíznout v žaludku nebo dvanácterníku (část tenkého střeva napojená přímo na žaludek). I ostré předměty, dokonce i hřebíky nebo sklo, většinou projdou trávicí soustavou bez problému. Mohou však také poranit dutinu ústní nebo se zaseknout nebo zapíchnout v jícnu. Nebezpečné může být i polykání vlasů či chlupů, které může způsobit i neprůchodnost střev v důsledku vytvoření bezoáru.
Také vypití kyseliny, hydroxidu nebo dalších žíravin obvykle nejvíc odnese jícen a dutina ústní, proto se v takovém případě zakazuje vyvolávat zvracení, aby se jícen nepoleptal o to víc. Žaludek je totiž vůči žíravinám mnohem odolnější. Po vypití žíraviny však může nastat otrava.
Ve věznicích dochází často k polykání předmětů úmyslně. Důvodem je jejich lepší schování nebo snaha dostat se ošetřovnu, kde je volnější režim a větší šance k útěku. Vladimír Škutina ve své knize Prezidentův vězeň na hradě plném bláznů píše: „Polykali všechno, co se polykat nedalo — dráty, rukojeti od ešusů, součástky technických přístrojů a hlavně lžíce. Polévkové lžíce. Nedovedl jsem si představit, že by normálně rostlá lidská bytost mohla do sebe vsoukat celou polévkovou lžíci.“

## Příznaky
Příznaky jsou obvykle patrné hned po spolknutí, způsobuje je to, že předmět uvízne v krku, jícnu nebo poraní dutinu ústní. Pokud cizí těleso uvízne někde mezi dutinou ústní a žaludkem, obvykle se začne tvořit hodně slin v ústech, polykání je nesnadné a může bolet, nastoupí chraptění a nutkání zvracet. Pokud to však nenastane a předmět bez problému projde až do žaludku, nezůstane ležet v žaludku nebo neucpe hned na žaludek navazující dvanácterník (neprůchodnost střev, bolest břicha, zvracení), tak úraz bývá bez příznaků. Vypití kyseliny způsobí silné pálení, v případných zvratcích může být krev, může dojít i k proděravění jícnu, což může způsobit i smrt. V žaludku žíraviny většinou žádné velké problémy nedělají, ale později, když se dostanou do střev tak mohou způsobit i smrtelnou otravu. Přestože v naprosté většině cizí předměty projdou střevy a žaludkem bez problémů, nikdy není jistota, že například neporaní střevo, nezpůsobí jeho ucpání nebo další problémy, a proto pokud i po několika dnech od spolknutí předmětu najednou nastanou bolesti břicha, zvracení nebo jakékoliv další problémy, je žádoucí okamžitě vyhledat pomoc lékaře.

## Léčba
Pokud jde o předměty menší než 2,3 cm, tak se v žaludku při trávení vmísí do dalšího jídla (stěna žaludku je citlivá a ostrým okrajům předmětů sama reflexně uhne), projdou spolu s ním i střevy a nakonec vyjdou s výkaly. Pokud jsou větší, zůstanou ležet v žaludku nebo ucpou dvanácterník (nebo průchod do něj), a pak je nevyhnutelná endoskopie. Bezproblémově procházejí i ostré předměty, ale hned po jejich konzumaci se doporučuje je zajíst kyselým zelím nebo chlebem, aby se v žaludku měly do čeho vmísit a dál bez problému projít, při kálení však mohou poranit konečník, pokud jsou velké. Pokud se něco zasekne nebo zapíchne v jícnu, ve střevě bezprostředně za žaludkem nebo zůstane ležet v žaludku, tak se to většinou vytahuje endoskopem.
Po vypití kyseliny se pacient zásadně nemá pokoušet zvracet. Vypití kyseliny způsobí poleptání jícnu a dutiny ústní, časté je potom jako trvalý následek zúžení jícnu. Jakmile se však kyselina dostane do žaludku, tak bývá bez dalších problémů strávena, ale později, po strávení v tenkém střevě, ve kterém se z jídla vstřebávají živiny (včetně vypité kyseliny) přímo do krve může způsobit i závažnou otravu a proto by se s cestou do nemocnice nemělo otálet! Po vypití kyseliny nebo hydroxidu se doporučuje okamžitě vypít hodně mléka nebo vody.
Podle statistik v 90 % případů, kdy člověk spolkne cizí těleso, se nic nestane a věc projde trávicí soustavou bez lékařské pomoci. V 9 % je nutno věc vytáhnout endoskopem a v 1 % případů operací, protože nastanou komplikace.